# Чжао Цзин
Чжао Цзин (кит. трад. 赵菁, упр.  趙菁; родилась 31 декабря 1990 года) — китайская пловчиха, специализировалась в плавании на спине, чемпионка и рекордсменка мира, олимпийский призер -  выступала на Олимпийских играх 2008 года и Олимпийских играх 2012 года, выиграв бронзовую медаль в женской эстафете 4×100 метров комплексным плаванием в 2008 году. Она также завоевала золотые медали в составе сборных Китая на чемпионатах мира по водным видам спорта 2009, 2011 и 2013 годов, а также на чемпионате мира на короткой воде 2010 года. Кроме того, она выиграла индивидуальные титулы чемпиона мира на дистанции 50 метров на спине в 2009, 2010, 2012 и 2013 годах и на дистанции 100 метров на спине в 2011 году.

## Рекорды
- 2006 Чемпионат Азии – 28.50, 50 м на спине (АР)
- 2008 Национальный Чемпионский Турнир & Олимпийские Отборочные Испытания – 59.81, 100 м на спине (АР)
- 2009 Чемпионат мира по водным видам спорта – 3.52.19, 4×100 м комбинированная эстафета
- 2009 Кубок мира FINA Стокгольм – 26.08 50 м на спине, мировой рекорд на короткой воде[3]